# 凯凯什德
凯凯什德，是匈牙利巴兰尼亚州所辖的一个村。总面积8.11平方公里，总人口179，人口密度22.1人/平方公里（2011年1月1日）。